# Paolo Barbotti
Paolo Barbotti (Pavia, 30 giugno 1821 – Pavia, 19 agosto 1867) è stato un pittore italiano.

## Biografia
Nato a Pavia dal panettiere Agostino e da Maria Borsalini dei quali rimane presto orfano, vive fino alla maggior età presso l'orfanotrofio pavese.
Dal 1842 al 1855 studia disegno, incisione e pittura sotto la guida dell'incisore Cesare Ferreri e Giacomo Trecourt presso la Civica Scuola di Pittura di Pavia, dove è compagno di corso di Federico Faruffini e ottiene diverse medaglie d'argento per le sue opere.
Nel 1849 si perfeziona a Roma e in seguito a Venezia: espone a Brera nel 1853 con Cicerone scopre la tomba di Archimede e nel 1856 con Sant'Epifanio su commissione dell'ingegner Giuseppe Marozzi, primo mecenate del precoce talento pavese Pasquale Massacra.
Presso la Scuola di Pavia si aggiudica il Concorso Frank nel 1855 con Cristoforo Colombo col suo fanciullo alla porta del convento di Santa Maria di Rabida in Ispagna e nel 1861 con La morte di Giuseppe Pedotti nella Battaglia di San Fermo.
Muore improvvisamente a Pavia il 19 agosto 1867.

## Stile
Fedele al modello di Giacomo Trecourt, basato su una pittura di stampo romantico con interesse focalizzato su temi storici e religiosi.
Diverse, infatti, le realizzazione di pale e affreschi presso chiese pavesi (Santa Maria in Betlem, Santi Primo e Feliciano, Basilica di San Michele Maggiore, Marcignago, San Pietro in Verzolo).

## Opere principali
- Cicerone scopre la tomba di Archimede (1853), olio su tela, Musei Civici, Pavia[4];
- Cristoforo Colombo col suo fanciullo alla porta del convento di Santa Maria di Rabida in Ispagna (1855), olio su tela, Musei Civici, Pavia;
- Gentiluomo a cavallo (1856), olio su tela, Musei Civici, Pavia[5];
- Sant'Epifanio libera la sorella Onorata dalle mani dei soldati di Odoacre (1858), olio su tela, Pinacoteca Malaspina, Pavia[6];
- Ritratto di Giuseppe Pedotti (1858), olio su tela, Musei Civici, Pavia[7];
- L'educazione della Vergine (1860-1867), olio su tela, Musei Civici, Pavia[8];
- Ritratto di Carolina Nocca Ferreri (1860-1867), olio su tela, Musei Civici, Pavia[9];
- Episodi della vita dei Santi Primo e Feliciano, affresco, Chiesa dei Santi Primo e Feliciano, Pavia;
- La morte di Giuseppe Pedotti nella Battaglia di San Fermo (1861), Pinacoteca Malaspina, Pavia;
- L'Angelo avverte San Giuseppe dei progetti di Erode (non datata), olio su tela, Musei Civici, Pavia[10];
- Cicerone e Catilina (non datata), olio su tela, Musei Civici, Pavia[11].